# Manuel Aguirre y Monsalbe

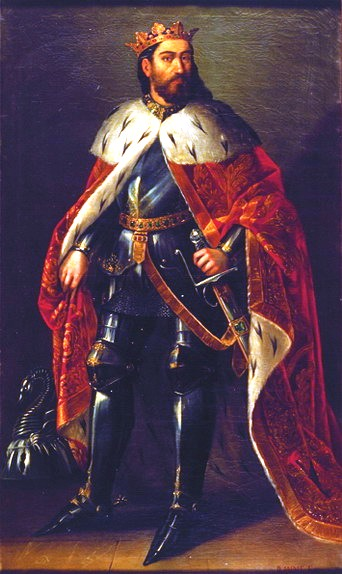
Jaume I el Conqueridor (oli de Manuel Aguirre y Monsalbe)

Manuel Aguirre y Monsalbe (Màlaga, 1822 - Borja, 1856) fou un pintor romàntic andalús instal·lat a l'Aragó, on produí la major part de la seva obra. Pintà una sèrie de retrats completament idealitzats dels reis de l'antiga Corona d'Aragó per al Casino Principal de Saragossa, avui pertanyents a la Diputació Provincial de Saragossa. El seu nom també es troba escrit Manuel Aguirre Monsalve.